# Марк Фабий Бутеон (претор)
Марк Фабий Бутеон (на латински: Marcus Fabius Buteo) от фамилията Фабии, клон Бутеони е политик на Римската република.
През 203 пр.н.е. той е курулски едил. През 201 пр.н.е. е претор и получава да управлява провинция Сардиния.
Той е роднина на Квинт Фабий Бутеон, претор 196 пр.н.е., управител на Далечна Испания.